# Jay Anderson

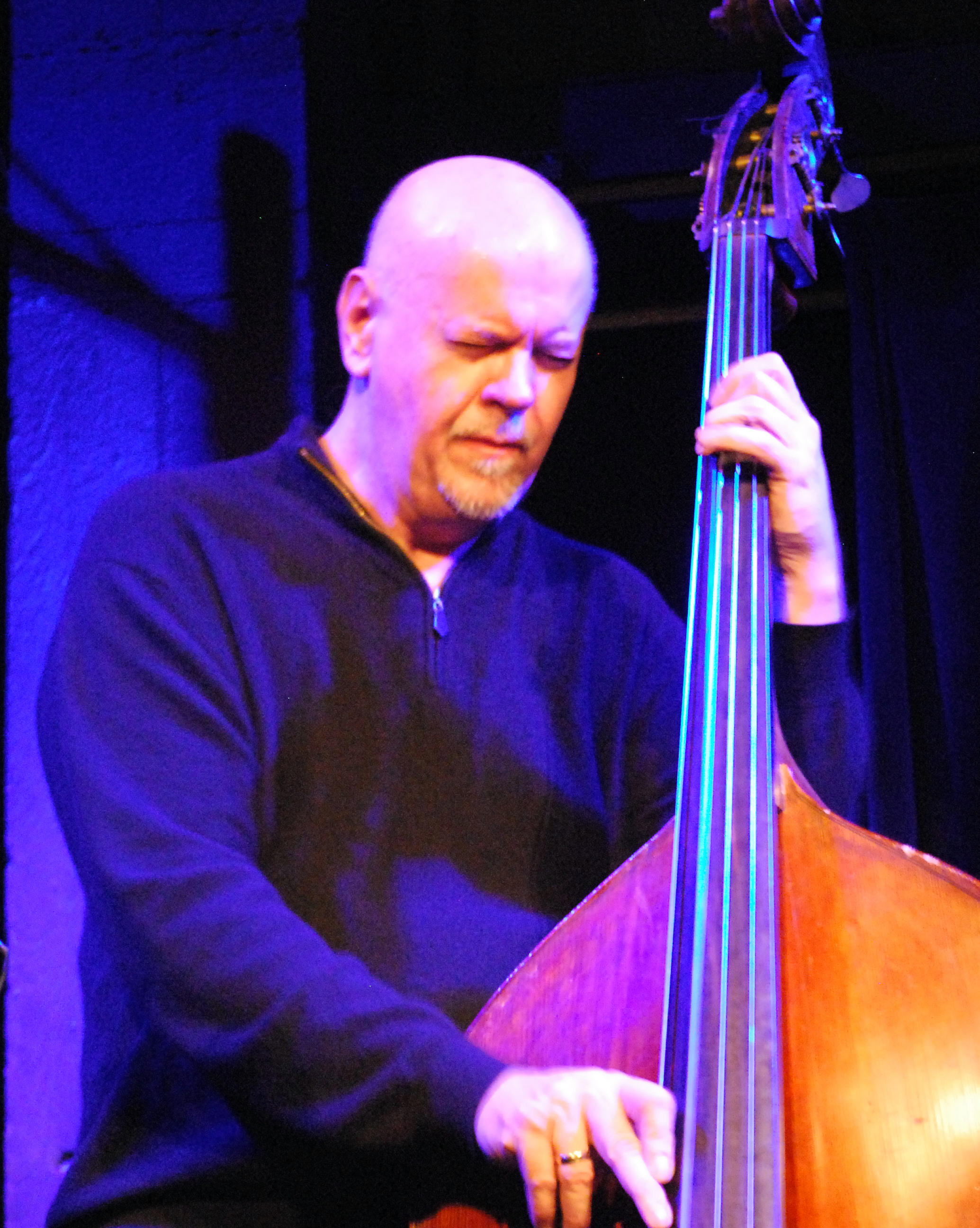
Jay Anderson in Innsbruck (2011)

Jay Anderson (Ontario (Californië), 24 oktober 1955) is een Amerikaanse contrabassist in de moderne jazz.

## Biografie
Anderson groeide op in Long Beach (Californie) en speelde aanvankelijk piano. Toen hij twaalf was stapte hij over op de bas. Hij studeerde aan Long Beach State University en werd in 1978 bassist in het orkest van Woody Herman. Van 1979 tot 1981 begeleidde hij Carmen McRae. Hij was lid van de band van Lew Tabackin (tot 1987), daarnaast werkte hij met Bennie Wallace en Ira Sullivan, alsook Red Rodney. Hierna speelde hij bij Eliane Elias, Steve Khan, Warren Bernhardt, Michael Brecker en Bob Mintzer en vanaf de jaren negentig werkte hij met of bij Toots Thielemans, Lynne Arriale en Joe Sample. Ferner speelde in de bigbands van Toshiko Akiyoshi, Mel Lewis en Maria Schneider. Anderson was tevens druk als een (veelgevraagd) studiomuzikant. Hij werkte met Frank Zappa, Tom Waits, Michel Legrand en Dr. John,  alsook met Allen Ginsberg, Chaka Khan, Mike Stern, Paul Bley, Rudy Linka, Terumasa Hino en Mitch Watkins. In 2011 werkte hij mee aan Ryan Truesdell's Centennial – Newly Discovered Works of Gil Evans. Vier producties waaraan hij deelnam werden genomineerd voor een Grammy. Het album Falling Into You van Céline Dion en twee platen van Maria Schneider vielen uiteindelijk ook echt in de prijzen. 
Anderson is 'professor jazzbas' aan de Manhattan School of Music.

## Discografie
- Next Exit (1992)
- Local Color (1994)